# Sabatia angustifolia
Sabatia angustifolia là một loài thực vật có hoa trong họ Long đởm. Loài này được (Michx.) Britton miêu tả khoa học đầu tiên năm 1894.